# Auf & ab
Auf & ab ist ein Lied des deutschen Rappers Montez aus dem Jahr 2021.

## Entstehung und Veröffentlichung
Geschrieben wurde das Lied vom Interpreten selbst, in Zusammenarbeit mit den Koautoren Luca Gargallo, Oliver Groos (Olson), Tom Hengelbrock, Marco Tscheschlok (Takt32) und Yannick Johannknecht (Aside). Letzterer zeichnete zudem auch für die Produktion verantwortlich.
Die Erstveröffentlichung von Auf & ab erfolgte am 30. Juli 2021 als Single bei Vertigo Records. Diese erschien als digitaler Einzeltrack zum Download und Streaming. Am 7. April 2022 erschien das Lied als Teil von Montez’ vierten Studioalbum Herzinfucked (Katalognummer: 060244549551), dessen fünfte Singleauskopplung es ist.

## Musikvideo
Das dazugehörige Musikvideo entstand unter der Regie von Hely Doan und Traviez the Director. Dieses zählte bis März 2025 über acht Millionen Aufrufe auf der Videoplattform YouTube.

## Kommerzieller Erfolg
Das Lied zählte bis März 2025 über 190 Millionen Streams beim Streaminganbieter Spotify.

### Chartplatzierungen
Auf & ab avancierte zum Nummer-eins-Hits in Deutschland, wo es sich eine Woche platzierte sowie elf Wochen in den Top 10. Die Single platzierte sich zudem mit Unterbrechungen 97 Wochen in den Top 100 und zählt damit zu den erfolgreichsten Dauerbrennern. In Austria Top 40 (Rang 4) und der Schweizer Hitparade (Rang 9) wurde Auf & ab zum Top-10-Hit.
Für Montez ist Auf & ab der dritte Charthit nach Am Boden bleiben (November 2020) und Immer wenn ich gehen will (Juli 2021) in Deutschland sowie der erste in Österreich und der Schweiz. In Deutschland erreichte er damit erstmals die Top-10- und Spitzenplatzierung.
| ChartsChartplatzierungen | Höchstplatzierung | Wochen |
| ------------------------ | ----------------- | ------ |
| Deutschland (GfK)        | 1 (97 Wo.)        | 97     |
| Österreich (Ö3)          | 4 (61 Wo.)        | 61     |
| Schweiz (IFPI)           | 9 (29 Wo.)        | 29     |

| ChartsJahrescharts (2021) | Platzierung |
| ------------------------- | ----------- |
| Deutschland (GfK)         | 17          |
| Österreich (Ö3)           | 22          |
| Schweiz (IFPI)            | 81          |

| ChartsJahrescharts (2022) | Platzierung |
| ------------------------- | ----------- |
| Deutschland (GfK)         | 19          |
| Österreich (Ö3)           | 32          |

| ChartsJahrescharts (2023) | Platzierung |
| ------------------------- | ----------- |
| Deutschland (GfK)         | 95          |

### Auszeichnungen für Musikverkäufe
| Land/Region        | Auszeichnungen für Musikverkäufe (Land/Region, Auszeichnung, Verkäufe) | Verkäufe |
| ------------------ | ---------------------------------------------------------------------- | -------- |
| Deutschland (BVMI) | 2× Platin                                                              | 800.000  |
| Österreich (IFPI)  | Platin                                                                 | 30.000   |
| Schweiz (IFPI)     | Platin                                                                 | 20.000   |
| Insgesamt          | 4× Platin ·                                                            | 850.000  |

## Coverversionen
- 2023: Clueso (Album: Sing meinen Song – Das Tauschkonzert, Vol. 10)[17]